# Billbergia pallidiflora
Billbergia pallidiflora là một loài thực vật có hoa trong họ Bromeliaceae. Loài này được Liebm. mô tả khoa học đầu tiên năm 1854.